# Station Serquigny
Station Serquigny is een spoorwegstation in de Franse gemeente Serquigny. Het station ligt aan de samenkomst van de lijnen van Mantes-la-Jolie naar Cherbourg en Serquigny naar Oissel, en dankt aan die positie van spoorwegknooppunt dat ook langere treinverbindingen van Nomad Train naar onder andere Parijs in deze kleine gemeente stoppen. Het station bestaat reeds sinds 1855.

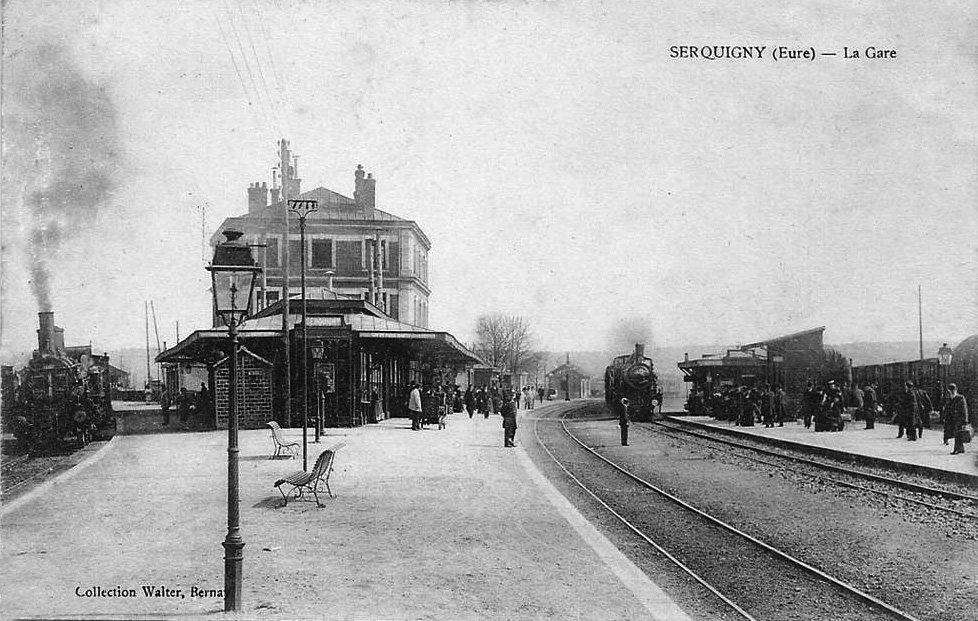
Het station in 1900
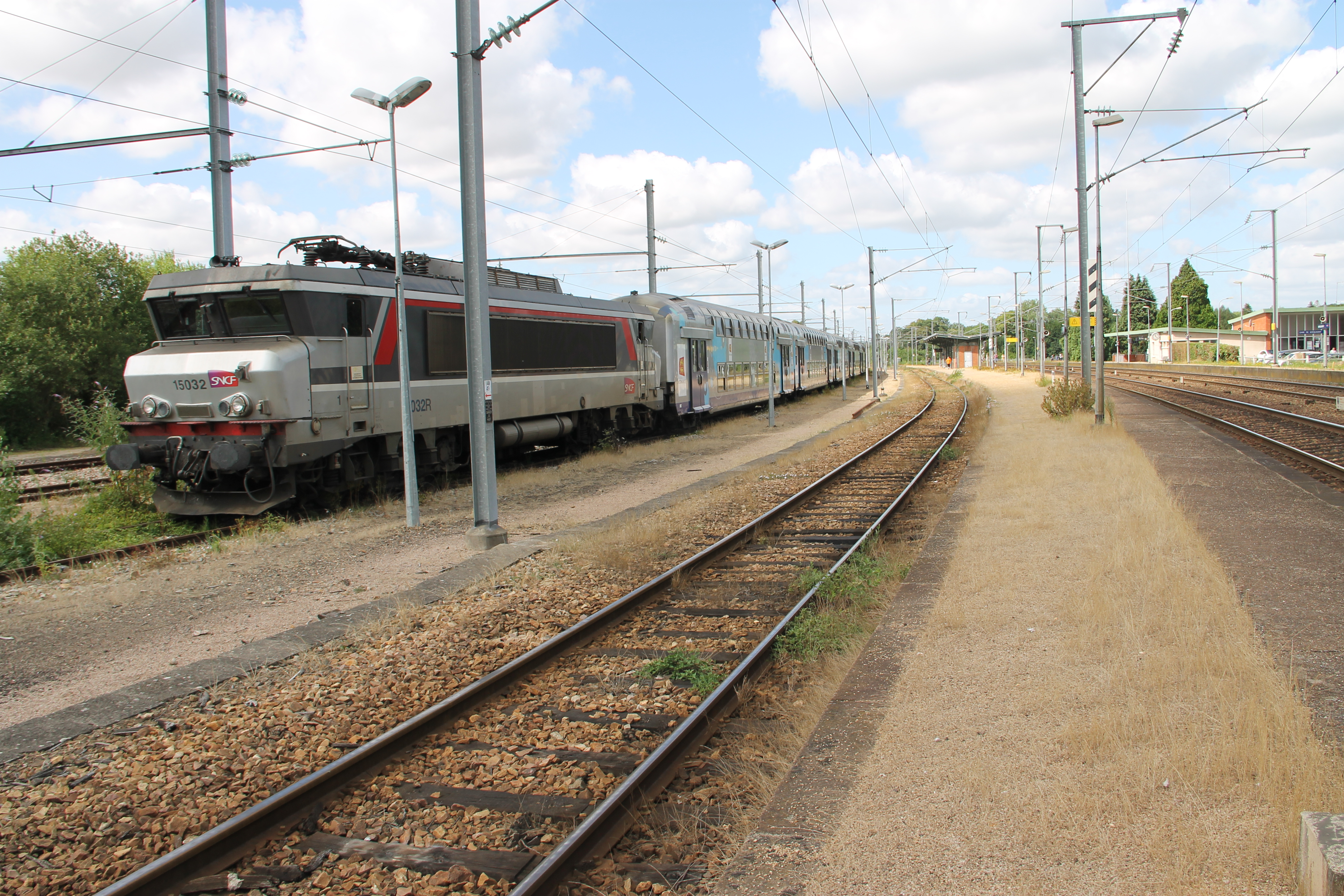
Een trein van TER Normandie wacht op de volgende dienst in Serquigny